# Sastav Reka
Sastav Reka es una población rural de la municipalidad de Crna Trava, en el distrito de Jablanica, Serbia.

## Superficie
Posee una superficie de 0,8847 kilómetros cuadrados.

## Demografía
Hasta 2011 la población era de 30 habitantes, con una densidad de población de 33,91 habitantes por kilómetro cuadrado.